# Kazimierz Moczarski

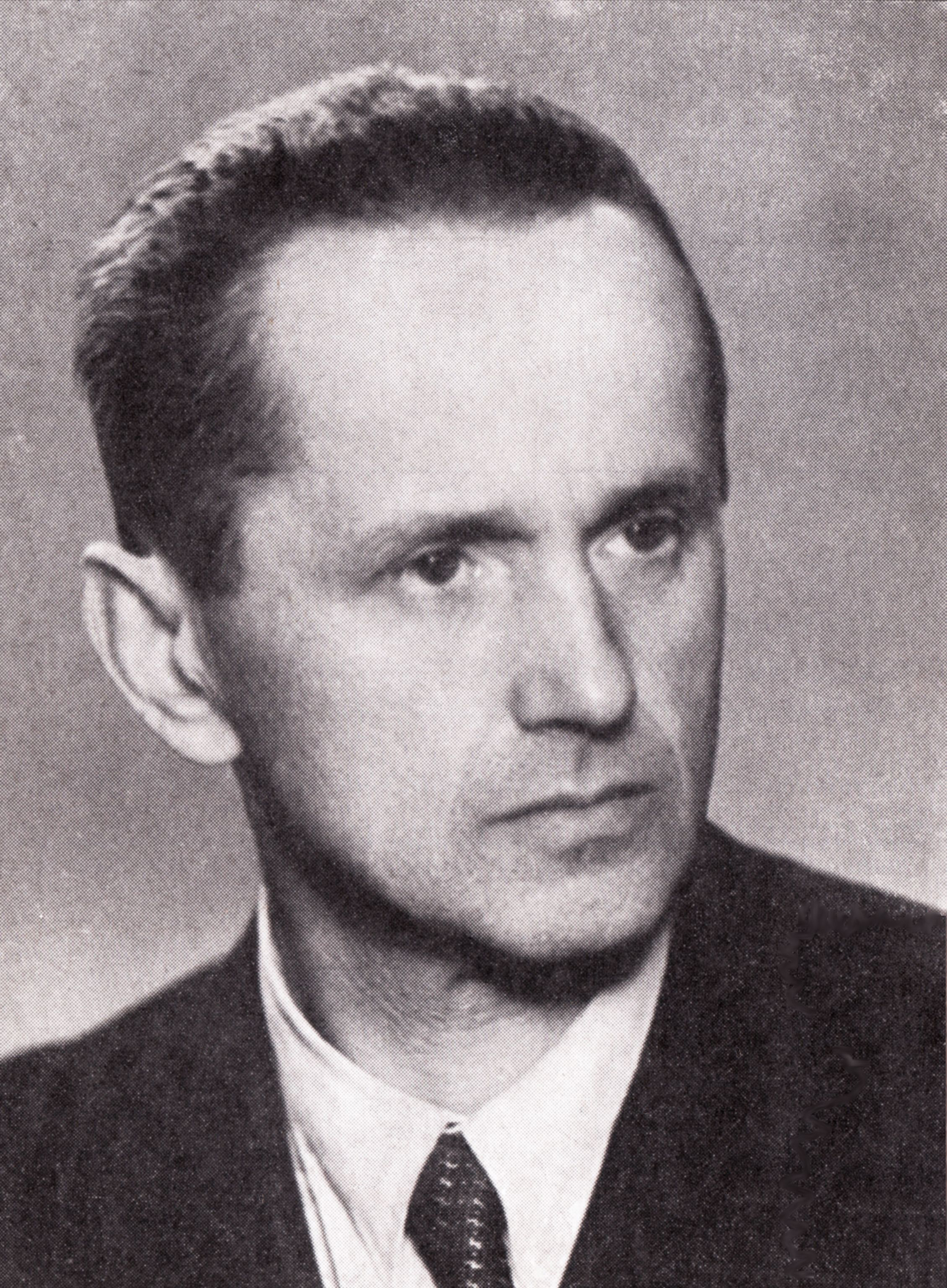
Kazimierz Moczarski

Kazimierz Dionizy Moczarski (Warschau, 21 juli 1907 – Warschau, 27 september 1975) was een Pools journalist, schrijver en verzetsstrijder tijdens de Tweede Wereldoorlog. Zijn bekendste werk is Interview met de beul, een verslag van de periode die hij na de oorlog samen in een Poolse cel doorbracht met Jürgen Stroop, de SS-officier die de leiding had over de onderdrukking van de opstand in het getto van Warschau, in 1943. 
Moczarski studeerde rechten en journalistiek. Na de Duitse bezetting van Warschau sloot hij zich in januari 1940 bij het verzet (Armia Krajowa, AK) aan. Hij nam deel aan verscheidene militaire acties. Tijdens de opstand van Warschau in 1944 leidde hij het radiostation van het verzet.
Na de oorlog, op 11 augustus 1945, werd Moczarski door de communistische veiligheidsdiensten gearresteerd en vervolgens tot 10 jaar veroordeeld voor zijn activiteiten in het verzet. Na een pauze werd zijn proces in 1948 heropend. Het eindigde pas in 1952 met zijn terdoodveroordeling. Van 2 maart tot 11 november 1949 deelde Moczarski een cel met Jürgen Stroop. Hij beschreef de bekentenissen van zijn voormalige vijand in het opmerkelijke Interview met de beul (Rozmowy z katem), waarvan een vertaling in verscheidene Europese talen verscheen (o.a. Engels, Frans, Duits). In 1953 zette het Opperste Gerechtshof zijn doodstraf in levenslang om, maar Moczarski bleef hiervan nog twee jaar in het ongewisse. Al die tijd verbleef hij in de dodencel.
Op 24 april 1956 (tijdens de zogenaamde destalinisatie) kwam Moczarski vrij. Na zijn bevrijding werkte hij voor de persdienst van de Democratische Partij (SD). Ziekte dwong hem in 1975 met pensioen te gaan; in dat jaar overleed hij.